# Kynurensäure
Kynurensäure ist eine chemische Verbindung aus der Gruppe der aromatischen Carbonsäuren und ein Chinolin-Derivat.

## Geschichte und Vorkommen
Kynurensäure wurde 1853 von dem deutschen Chemiker Justus von Liebig im Urin von Hunden entdeckt, nach denen sie offenbar auch benannt wurde.
Die Verbindung kommt natürlich als Metabolit von Tryptophan bei Säugetieren über den Kynurenin-Stoffwechselweg vor.

## Gewinnung und Darstellung
Kynurensäure kann durch Umsetzung von N-Acetyl-4-oxo-1,2,3,4-tetrahydrochinolincarbonsäure mit Acetanhydrid und wasserfreiem Natriumacetat gewonnen werden.

## Eigenschaften
Kynurensäure ist ein weißer, kristalliner Feststoff, der schwer löslich in Wasser ist. Die Verbindung ist ein Antagonist der menschlichen ionotropen Glutamatrezeptoren, insbesondere NMDA. Aus diesem Grund wird der Verbindung die Beteiligung bei der Pathogenese verschiedener neurologischer Erkrankungen, aber auch neuroprotektive Wirkungen zugeschrieben.
Das Monohydrat der Kynurensäure besitzt eine monokline Kristallstruktur mit der Raumgruppe P21/n (Raumgruppen-Nr. 14, Stellung 2).